# Нью-Каліфорнія (Огайо)
Нью-Каліфорнія (англ. New California) — переписна місцевість (CDP) в США, в окрузі Юніон штату Огайо. Населення — 2225 осіб (2020).

## Географія
Нью-Каліфорнія розташований за координатами 40°8′48″ пн. ш. 83°14′12″ зх. д. / 40.14667° пн. ш. 83.23667° зх. д. (40.146587, -83.236660).  За даними Бюро перепису населення США в 2010 році переписна місцевість мала площу 5,43 км², з яких 5,35 км² — суходіл та 0,08 км² — водойми.

## Демографія
Згідно з переписом 2010 року, у переписній місцевості мешкало 1411 особа в 469 домогосподарствах у складі 404 родин. Густота населення становила 260 осіб/км².  Було 492 помешкання (91/км²).
Расовий склад населення:
| - 96,0 % — білих - 1,6 % — азіатів - 1,1 % — чорних або афроамериканців |

До двох чи більше рас належало 1,1 %. Частка іспаномовних становила 0,7 % від усіх жителів.
За віковим діапазоном населення розподілялося таким чином: 31,5 % — особи молодші 18 років, 62,3 % — особи у віці 18—64 років, 6,2 % — особи у віці 65 років та старші. Медіана віку мешканця становила 35,5 року. На 100 осіб жіночої статі у переписній місцевості припадало 103,6 чоловіків;  на 100 жінок у віці від 18 років та старших — 98,6 чоловіків також старших 18 років.
Середній дохід на одне домашнє господарство  становив 126 829 доларів США (медіана — 115 919), а середній дохід на одну сім'ю — 130 367 доларів (медіана — 117 243). 
Цивільне працевлаштоване населення становило 879 осіб. Основні галузі зайнятості: освіта, охорона здоров'я та соціальна допомога — 31,7 %, виробництво — 15,8 %, науковці, спеціалісти, менеджери — 10,6 %, роздрібна торгівля — 9,7 %.